# CES-függvény
A hatványkitevős regressziós (Cobb–Douglas-típusú) termelési függvények széleskörű elterjedése, népszerűsége a függvény egyszerű és könnyen kezelhető matematikai alakjának tulajdonítható. Probléma viszont az, hogy a helyettesítési rugalmasság (s) értéke előre rögzített, eggyel egyenlő érték lehet csak. Ezt a korlátot oldották fel a CES (állandó helyettesítési rugalmasságú) termelési függvény kidolgozói. A CES-függvénynél a helyettesítési rugalmasság értékét a konkrét termelési függvény eredményeként határozzák meg. Ebben az esetben a helyettesítési rugalmasság állandó, de nem feltétlenül egyenlő eggyel, viszont értéke nem lehet negatív. A CES-függvény öt becsült paraméterével sokoldalúbban írja le a fejlődést, mint a három paraméteres Cobb–Douglas termelési függvény. Ugyanakkor a CES-függvény becslése bizonyos problémákat vet fel. Szükség van a munkaerő és az állóeszköz "ára" becslésére és ez sok bizonytalanságot visz a modellbe. Iterációs eljárással viszont a munkaerő és az állóeszköz "ára" ismerete nélkül is meghatározható az a függvény, ami mellett a többszörös determinációs együttható (R2) értéke a legnagyobb. A CES-függvényt 1961-ben alkották meg az úgynevezett stanfordi kör tagjai, Kenneth Arrow, Hollis Burnley Chenery, Bagicha Singh Minhas és Robert Merton Solow.
A konstans helyettesítési rugalmasságú függvények vagy CES-függvények (angol constant elasticity of substitution) olyan, a mikroökonómiai fogyasztás- és termeléselméletben, valamint a makroökonómiában is alkalmazott n-változós függvények, amelyek általános képlete így fest:
ahol a görög betűk valós konstansokat jelölnek.
Belátható, hogy a CES-függvény helyettesítési rugalmassága {\displaystyle \sigma ={\frac {1}{1-\rho }}}.

## Speciális CES-függvények
- Cobb–Douglas-függvény: {\displaystyle \rho \rightarrow 0}, ezért {\displaystyle \sigma =1\,}.
- Tökéletes helyettesítés: {\displaystyle \rho =1\,}, ezért {\displaystyle \sigma \rightarrow \infty }.
- Tökéletes kiegészítés (fogyasztáselmélet) vagy rögzített arányú tényezőfelhasználás (termeléselmélet): {\displaystyle \rho \rightarrow -\infty }, ezért {\displaystyle \sigma \rightarrow 0}.

A CES-függvény becslése.
A CES-függvény képlete eredeti és logaritmizált formában, 3 változó, y, x1 és x2 esetében:
- Ahol:

- h>0; 0<                       <1,

- y = a termelés (kibocsátás, output),

- x1 = a munkatényező (az élőmunka-ráfordítás, input),

- x2 = az állóeszköz-tényező (a holtmunka-ráfordítás, input),

- = a volumenhozadék, azt fejezi ki, hogy hány százalékkal nő a termelés (a kibocsátás) a termelési tényezők (x1 és x2) egy százalékos növekedése mellett.

- = az elosztási paraméter, a két termelési tényező részesedését fejezi ki a termelés [     ] létrehozásában, ahol az      a holtmunka, míg       az élőmunka részesedése.

- = a helyettesítés rugalmassága (a technikai felszereltség relatív változásának és a helyettesítési határarány relatív változásának a hányadosa)

- s1 = a helyettesítési határarány (határráta) a vizsgált termelési függvény esetében az élőmunka parciális deriváltjának és a holtmunka parciális deriváltjának a hányadosa.

- p = a helyettesítési paraméter, amely a helyettesítési rugalmasság (s) transzformációja, ha p=0, akkor s=1, ez a Cobb-Douglas függvény esete, ha: -1<p<0, akkor s>1, végül, ha 0<p<     , akkor s<1.

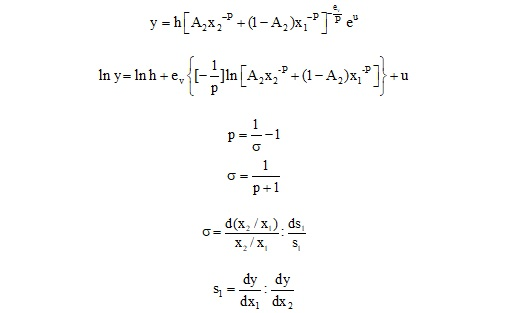
A CES-függvény képlete

- h = a semleges hatékonysági paraméter, amelynek változása meghatározott ráfordítások esetén azonos arányban változtatja a termelést.

- Ha ismernénk az      és a p értékét, akkor egy háromváltozós lineáris modellre vezetnénk vissza a CES-függvényt és akkor a becslés megoldható lenne. A CES-függvény paraméterei ugyanis csak a p és      ismeretében becsülhetők meg:

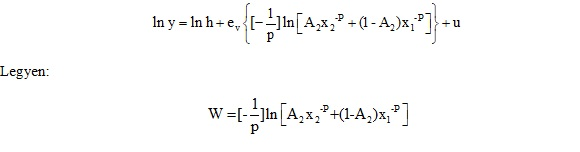
A CES függvény becslése. Megoldás

A2 és p ismeretében a két hiányzó (lnh illetve h és ev) paraméter becsülhető.
1.Módszer CES1.xls
- Keresés gombra kattintva az Opt W vektorban megkeresi azt a helyettesítés rugalmasság, illetve az ebből számított helyettesítési paraméter értéket és az elosztási paramétereket, A2 illetve az ebből számított A1 értéket, amelyek esetében az illesztés a legjobb, tehát a többszörös determinációs együttható (R2) a legnagyobb. Ha A2 és p ismert, – amit az Excel parancsfájl kiszámít az előzőekben leírt módon – a hiányzó lnh és ev paraméterek az alábbi regressziós függvénnyel becsülhetők:

lny=lnh+ev*W
Az optimális regressziót, tehát ahol az adott és p értékek mellett az a legnagyobb, elfogadva a CES-függvény paramétereit a logaritmizált egyenletből (lnybecs) megkapjuk.

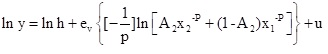
A CES függvény képlete. 1. módszer

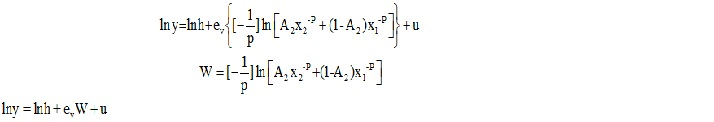
A CES függvény képlete. 3. módszer.

h=e^lnh transzformációval az eredeti függvény (ybecs) felírható, mert p, és  paraméterek ismertek.
Az ábra munkalapon az eredeti és a becsült (CES) adatok ábráját is meg lehet tekinteni.
A feldolgozható legnagyobb adatállomány esetében a megfigyelések száma 500.
2 Módszer CES2.xls
A CES függvény kidolgozói, abból indultak ki, hogy a munka átlagos termelékenysége és a munkabér közötti empirikus összefüggés magában foglal egy hatványkitevős regressziós függvényt. Az alábbi összefüggésből kiindulva, mindkét oldalt logaritmizálva, a munkabér (v) kitevőjét c-vel jelölve, a következő segéd függvényhez jutottak.

Ahol:

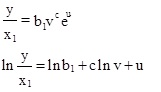
A CES függvény képlete. 2. módszer

v = az egységnyi munkaerő-tényező ára (pl. az összes munkabér [vagy bérköltség, vagy reálbér stb.] osztva a figyelembe vett munkatényező [x1] mennyiségével)
A fenti összefüggésekben a b1 és c paraméterek, a legkisebb négyzetek módszerével, az ln[y/x1] és lnv idősorából meghatározhatók. Bizonyították, hogy c állandó volumenhozadék (ev) esetén a helyettesítési rugalmassággal s egyenlő. A fenti összefüggésekben látható, hogy a munkabér kitevője (c) azt fejezi ki, hogy a munkabér (v) 1 százalékos növekedésével a termelékenység c %-kal változik. A c=s összefüggést felhasználva a helyettesítési paraméter (p) is meghatározható. Az egyenlet becslését úgy végezhetjük el, hogy az A2 értékét változtatjuk, s azt a változatot fogadjuk el, ahol az R2 a legnagyobb és a regressziós modell, az elméleti feltételeknek eleget tesz. A p tehát ismert, így az  értékét kell változtatni a 0 és 1 intervallumban, és mindegyik A2 érték esetében meg kell határozni a többszörös determinációs együttható (R^2) értékét, felhasználva az alábbi, korábban már megismert determinációs együttható (R^2) értékét, felhasználva az alábbi, korábban már megismert összefüggéseket. Amelyik A2 értéknél a legnagyobb a többszörös determinációs együttható értéke (R^2), azt a függvényt fogadjuk el. A számítás tehát hasonlít az 1. módszerhez, a különbség az, hogy csak az értékét változtatjuk, a p viszont már ismert. Az adatállomány viszont bonyolultabb, szükség van a munkaerő árára is, hogy a p értékét megbecsüljük.

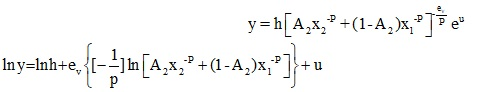
A CES függvény képlete. 2. módszer

A p ismeretében a hiányzó az A2 változtatásával paraméterek megbecsülhetők. A ces2.xls fájl közli az A2 = 0,1: A2 = 0,2: A2 = 0,3: A2 = 0,4: A2 = 0,5: A2 = 0,6: A2 = 0,7: A2 = 0,8: A2 =0,9: és az optimális A2 (az A2 bármilyen értéket felvehet 0 és 1 között, és ahol az R2 a legnagyobb) esetében a következő mutatókat: R2, lnh, h, ev.
A W a megadott A2 (A2 = 0,1: A2 = 0,2: A2 = 0,3:…. =0,9: és az optimális) értékek szerint változik:

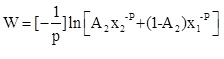
A CES függvény képlete. 2. módszer

A megadott A2 felhasználásával a hiányzó paraméterek a már ismert regressziós függvénnyel becsülhetők.
lny=lnh+ev*W+u
A program közli az A2 megadott értékei (A2 = 0,1: … A2 =0,9:) közül a legjobb becslést (ahol az R2 a legnagyobb) adó CES függvény logaritmizált (lny_becs) és transzformált, eredeti (y_becs) értékeit, az eredeti adatok és a CES-függvény alapján számított reziduum négyzet értékeket. A K oszlopban először a CES paramétereket sorolja fel.
A program közli az A2 optimális értékét is, (ahol az R2 a legnagyobb) és ezt *-gal jelöli, CES függvény logaritmizált (lny_becs*) és transzformált, eredeti (y_becs*) értékeit, az eredeti adatok és a CES-függvény alapján számított REZIDUUM NÉGYZET* értékeket. A K oszlopban a CES paramétereket * megjelöléssel másodikként sorolja fel.
A feldolgozható legnagyobb adatállomány esetében a megfigyelések száma 500, ezért a számított paraméterek egy része az 501. sorban található.
Az ábra munkalapon az eredeti, és a becsült (CES) adatok ábráját is meg lehet tekinteni.
3 Módszer CES3.xls
- A módszer alkalmazásához szükség van a munkaerő (v) és az állóeszköz (r) árára is. Feltételezzük, hogy a CES függvény folytonos és létezik az elsőrendű és másodrendű parciális deriváltja. Az elsőrendű parciális derivált [a határtermelékenység] pozitív, ami azt jelenti, hogy a megfelelő termelési tényező növelésével a termelés is nő. Ez a feltétel a termelési függvény növekvő jellegére utal. A parciális deriváltakat meghatározva, bizonyítható, hogy a CES termelési függvénynél, az élőmunka és a holtmunka határtermelékenységének hányadosa, a helyettesítési határarány s1:

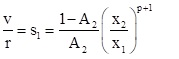
A CES függvény képlete. 3. módszer

- A helyettesítési határarány – nyereség maximum esetén – a tényezőváltozók árának arányával v/r egyenlő.

- Ahol a még nem ismert jelölés:

- r = az egységnyi állóeszköz-tényező ára, ami pl. az állóeszköz állomány megtérülési rátája, annak a kamatlábnak a meghatározására szolgál, amely egyszeri megtérülést biztosít az élettartamon belül, ez a belső kamatláb. A belső kamatláb megmutatja, hogy mekkora az a kalkulatív kamatláb, amely mellett a beruházás egyszeri és a működés folyamatos költségei a bevételekből éppen egyszer térülnek meg az élettartam alatt. Helyettesíthetjük a belső kamatlábat az eszközhatékonyság vagy a kibocsátás (termelés) növekedési ütemével, vagy az állóeszközök nettó értékére jutó amortizációval, vagy az állóeszközök nettó értékére jutó amortizációnak az egyéb tiszta jövedelmi elemekkel növelt tömegével.

- E feltételek mellett a CES termelési függvényre a következő segéd függvényt írhatjuk fel. A fenti egyenletet logaritmizálva:

az A2 és a p meghatározható.
Ekkor:
p=e1-1

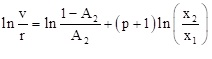
A CES függvény képlete. 3. módszer.

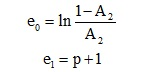
A CES függvény képlete. 3. módszer.

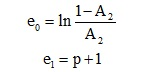
A CES függvény képlete. 3. módszer

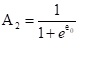
A CES függvény képlete. 3. módszer.

Az A2 és p ismeretében a CES függvény becsülhető.
Látható, hogy a becsléshez szükség van a munkaerő és az állóeszköz ár adatokra is.
h=e^lnh transzformációval az eredeti függvény felírható, mert p és  az első segédfüggvényből, míg  a fenti, logaritmizált CES regressziós függvény becsléséből meghatározhatók:

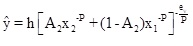
A CES függvény képlete. 3. módszer

A program automatikusan minden paramétert kiszámít a fenti egyenletek felhasználásával.
A feldolgozható legnagyobb adatállomány esetében a megfigyelések száma 500.
Forrás:
Termelési függvények felhasználása elemzésre. In.: CES függvény becslése is 3 módszerrel. Excel. (magyar nyelven). Sipos Béla. (Hozzáférés: 2023. július 18.)